# Ioan Vizitiu
Ioan Vizitiu, född den 3 februari 1970 i Bârlad i Rumänien, är en rumänsk roddare.
Han tog OS-silver i åtta med styrman i samband med de olympiska roddtävlingarna 1992 i Barcelona.